# Ukhat Peseluk
Ukhat Peseluk is een bestuurslaag in het regentschap Aceh Tenggara van de provincie Atjeh, Indonesië. Ukhat Peseluk telt 165 inwoners (volkstelling 2010).